# Allunaggio
     Programma Luna (URSS)

     Programma Surveyor (USA)
     Programma Apollo (USA)
     Programma Chang'e (Cina)

     Programma Chandrayaan (India)
     SLIM (Giappone)
     Commercial Lunar Payload Services (USA)

Programma Luna (URSS)
Programma Surveyor (USA)
Programma Apollo (USA)
Programma Chang'e (Cina)
Programma Chandrayaan (India)
SLIM (Giappone)
Commercial Lunar Payload Services (USA)

L'allunaggio è la discesa di un veicolo sulla Luna. Si distingue tra allunaggio duro, cioè un impatto che comporta la distruzione del veicolo, e allunaggio morbido, che permette al veicolo di arrivare intatto sulla superficie lunare.
Il programma Luna, partito nel 1959 con la sonda Luna 2, inviò il primo veicolo riuscito ad impattare con il satellite. Luna 9, il 3 febbraio 1966, eseguì il primo atterraggio morbido sulla Luna.
Il primo allunaggio di un essere umano, il 20 luglio 1969, fu quello di Neil Armstrong, comandante della missione Apollo 11, e di Buzz Aldrin, mentre il loro compagno Michael Collins, rimasto in orbita, controllava il modulo di comando Columbia.

## Missioni lunari

### Missioni senza equipaggio
Il programma Luna sovietico lanciò il Luna 1, il primo veicolo a volare al di là della Luna, il 4 gennaio 1959 che fallì la sua missione di schiantarsi sulla superficie lunare, divenendo però il primo oggetto artificiale a sfuggire all'orbita terrestre. Il suo successore, il Luna 2, fu il primo veicolo ad allunare, mentre Luna 3 fu il primo a scattare fotografie del lato nascosto della Luna il 7 ottobre 1959. Luna 9, lanciato dall'URSS il 3 febbraio 1966, eseguì il primo atterraggio morbido sulla Luna; Luna 10 divenne il primo velivolo spaziale ad orbitare intorno alla Luna il 3 aprile 1966.
Prima di inviare un equipaggio umano sulla Luna, il governo degli Stati Uniti decise che veicoli spaziali privi di equipaggio avrebbero dovuto esplorare per primi il satellite scattando diverse fotografie, per confermare la possibilità di atterrare in sicurezza.
Gli statunitensi incentrarono i loro sforzi sull'invio di una sonda sulla Luna con il programma Pioneer. Tuttavia, tre progetti di sonda su tre propulsori a razzo diversi, fallirono in un totale di dieci tentativi.
Il programma robotico Surveyor era parte degli sforzi statunitensi di localizzare un sito sicuro sulla Luna per un allunaggio. Cinque delle sette missioni Surveyor ebbero successo, aiutando a trovare l'obiettivo migliore per gli astronauti del programma Apollo. Apollo 8 eseguì la prima orbita lunare con equipaggio il 27 dicembre 1968, ponendo le basi per far scendere il primo uomo sulla Luna.

### L'uomo sulla Luna

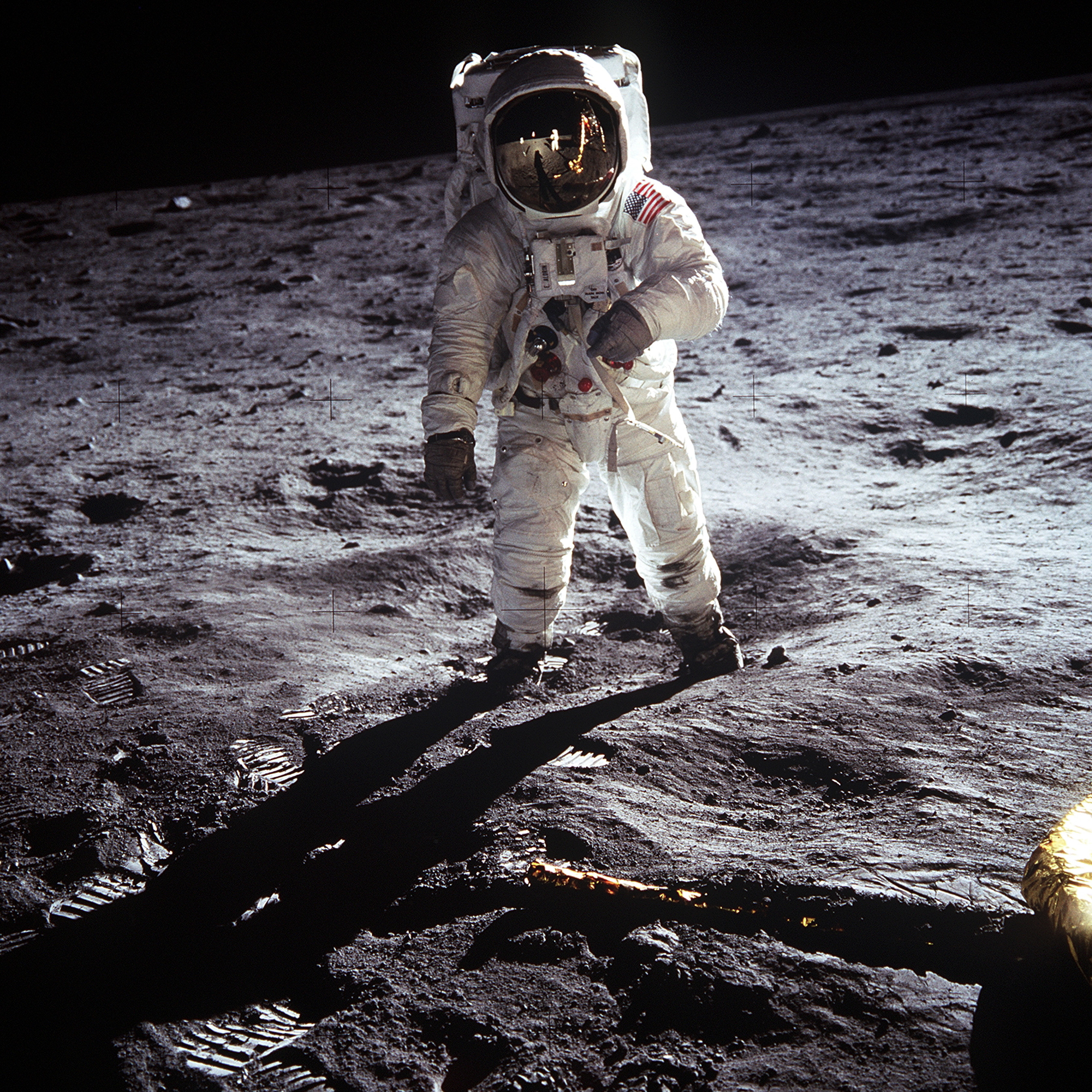
Aldrin con Neil Armstrong riflesso nel proprio casco

Il primo allunaggio è stato il 20 luglio 1969, all'apice della corsa allo spazio tra Unione Sovietica e Stati Uniti, nell'ambito della guerra fredda.
Il primo astronauta a camminare sulla superficie lunare fu Neil Armstrong, comandante dell'Apollo 11, mentre l'ultimo fu Eugene Cernan, che durante la missione Apollo 17 camminò sulla Luna il 14 dicembre 1972.
L'equipaggio dell'Apollo 11 lasciò una targa di acciaio inossidabile, per commemorare lo sbarco e lasciare informazioni sulla visita ad ogni altro essere, umano o no, che la trovi. Sulla targa è riportato:
La targa raffigura i due emisferi del pianeta Terra, ed è firmata dai tre astronauti (Armstrong, Collins e Aldrin) e dall'allora Presidente degli Stati Uniti d'America Richard Nixon.
Dopo gli sbarchi del programma Apollo, nessun essere umano ha più camminato sulla Luna. Gli statunitensi persero interesse, i sovietici continuarono con sonde automatiche (tra cui le Lunochod), che riportarono anche campioni di suolo lunare sulla Terra. Le altre Nazioni non avevano le risorse necessarie e le due superpotenze non vedevano un vantaggio tale nell'esplorazione da giustificare gli altissimi costi.

### Allunaggi dopo il Programma Apollo
La prima missione verso la Luna dopo il periodo aureo, conclusosi nel 1976 con Luna 24, ultima missione automatica sovietica, fu organizzata dal Giappone con la sonda Hiten-Hagoromo lanciata il 24 gennaio 1990, che collaudò una nuova rotta lunare molto più economica ma anche molto più lenta; il rilascio della sonda Hagoromo fallì per l'interruzione dei contatti radio e alla fine Hiten entrò a sua volta in orbita lunare il 2 ottobre 1991; esaurito il combustibile la sonda fu fatta precipitare sul suolo lunare il 10 aprile 1993.
La sonda spaziale SMART-1, dell'Agenzia spaziale europea (ESA) fu lanciata il 27 settembre 2003, ed arrivò nei pressi della Luna ad inizio 2005 (il motivo di un tempo così lungo è da trovarsi nel suo motore a ioni, un nuovo tipo di propulsione spaziale molto economico ma piuttosto lento). SMART-1 effettuò una ricognizione completa della Luna e produsse una mappa a raggi X della sua superficie. La sonda si schiantò sulla Luna il 3 settembre 2006.
L'India ha fatto scendere sul suolo lunare il modulo Aditya (Moon Impact Probe), alle 15:04 UTC del 14 novembre 2008; il modulo era stato sganciato dalla sonda Chandrayaan-1 lanciata il 22 ottobre dalla base di Srihakot ed entrata in orbita intorno alla Luna il 4 novembre. L'India è quindi quinta nella lista dei paesi o enti spaziali che hanno raggiunto la superficie lunare.
La Cina ha lanciato verso la Luna la sonda Chang'e 1, che il 1º marzo 2009 ha concluso la missione schiantandosi sul suolo lunare.
Va osservato che tutte queste sonde hanno realizzato un allunaggio distruttivo e non morbido, non disponendo dei retrorazzi necessari per rallentare il veicolo ed evitarne la distruzione.
Tuttavia, il 2 dicembre 2013, la Cina ha lanciato la navicella Chang'e 3 contenente la sonda Yutu (il cui nome significa "coniglio di giada"), la quale, il 14 dicembre, si è sganciata da Chang'e 3 ed ha effettuato un allunaggio morbido. In questo modo la Cina è divenuta il terzo paese ad aver compiuto questo tipo di allunaggio dopo Unione Sovietica e Stati Uniti.

### Progetti per il futuro
La Russia, in un primo momento, aveva programmato per il 2012 il lancio di una sonda lunare, Luna-Glob 1. Successivamente si è deciso di rimandare al 2024.
L'Agenzia spaziale europea e la Repubblica Popolare Cinese hanno entrambe piani per esplorare la Luna, la prima mediante sonde, mentre la seconda con un programma di esplorazione umana.
La Cina, oltre all'esplorazione umana, sta considerando la possibilità di sfruttare minerariamente la Luna, in particolare per l'isotopo Elio-3, da usare come possibile futura fonte d'energia per la fusione nucleare sulla Terra.
Con la missione Artemis 3, a metà 2027 la Nasa prevede un ritorno sul suolo lunare.

### Teorie della cospirazione sugli sbarchi lunari
Nel 2001 Philippe Lheureux pubblicò un libro dove sosteneva che le foto prese dagli astronauti statunitensi sulla Luna fossero in realtà dei falsi semplicemente realizzati sulla Terra. Le sue teorie analizzano alcune supposte anomalie riscontrate sulle foto diffuse dalla NASA. Un libro più volte annunciato dall'ente spaziale per rispondere a questi interrogativi e commissionato a Jim Oberg, esperto in questioni aerospaziali, non è mai stato pubblicato, secondo alcuni esperti per evitare di dare credibilità alle teorie complottiste, anche se le ragioni reali non furono mai rese pubbliche. Vi sono state comunque numerose altre pubblicazioni che hanno risposto ai dubbi sollevati. Nonostante esistano delle prove indipendenti sull'allunaggio dell'Apollo, l'argomento continua a suscitare accese polemiche.